# Municipio de Pleven
El municipio de Pleven (búlgaro: Община Плевен) es un municipio búlgaro perteneciente a la provincia de Pleven.
En 2011 tenía 131 152 habitantes, el 85,71% búlgaros y el 3,52% gitanos. La capital municipal es la también capital provincial Pleven, donde viven cuatro quintas partes de la población del municipio.
Se ubica en el sur de la provincia y es limítrofe con la provincia de Lovech.

## Localidades
| Localidad     | Cirílico    | Población (diciembre de 2009) |
| ------------- | ----------- | ----------------------------- |
| Pleven        | Плевен      | 111 426                       |
| Beglezh       | Беглеж      | 782                           |
| Bóhot         | Бохот       | 880                           |
| Brestovets    | Брестовец   | 1124                          |
| Brashlyánitsa | Бръшляница  | 848                           |
| Bukóvlak      | Буковлък    | 3850                          |
| Varbitsa      | Върбица     | 656                           |
| Gortálovo     | Горталово   | 186                           |
| Grívitsa      | Гривица     | 1778                          |
| Disévitsa     | Дисевица    | 1127                          |
| Koílovtsi     | Коиловци    | 1123                          |
| Kartozhábene  | Къртожабене | 141                           |
| Kashín        | Къшин       | 303                           |
| Láskar        | Ласкар      | 129                           |
| Mechka        | Мечка       | 849                           |
| Nikoláevo     | Николаево   | 740                           |
| Opanets       | Опанец      | 1796                          |
| Pelishat      | Пелишат     | 794                           |
| Rádishevo     | Радишево    | 507                           |
| Rálevo        | Ралево      | 347                           |
| Slavyánovo    | Славяново   | 4422                          |
| Tódorovo      | Тодорово    | 425                           |
| Tuchenitsa    | Тученица    | 339                           |
| Tárnene       | Търнене     | 987                           |
| Yasen         | Ясен        | 2536                          |
| Total         |             | 138 095                       |